# Aleksiej Nasiedkin (funkcjonariusz NKWD)
Aleksiej Aleksiejewicz Nasiedkin (ros. Алексей Алексеевич Наседкин, ur. 6 lutego?/18 lutego 1897 we wsi Maurino w guberni jarosławskiej, zm. 26 stycznia 1940 w Moskwie) – funkcjonariusz radzieckich służb specjalnych, ludowy komisarz spraw wewnętrznych Białoruskiej SRR (1938).

## Życiorys
Po ukończeniu 4 klas szkoły miejskiej był elektromonterem w fabryce, 1918 wstąpił do Armii Czerwonej i RKP(b). 1919 ukończył kursy czerwonych dowódców w Tambowie, żołnierz oddziałów specjalnego przeznaczenia, dowódca oddziału karabinów maszynowych, uczestnik tłumienia antykomunistycznych powstań chłopskich, m.in. powstania tambowskiego. 1923 ukończył Instytut Gospodarki Ludowej, był kierownikiem pułkowej szkoły karabinów maszynowych, później na robocie partyjnej - sekretarz komórki partyjnej Komisji Planowania Państwowego (Gosplanu), 1924-1926 sekretarz komitetu fabrycznego, a 1926-1927 sekretarz odpowiedzialny rejonowego komitetu partyjnego w Moskwie. Od czerwca 1927 funkcjonariusz Zarządu Ekonomicznego OGPU, od sierpnia 1934 szef Wydziału Ekonomicznego Zarządu Bezpieczeństwa Państwowego (UGB) Zarządu NKWD ZSRR w Kraju Środkowowołżańskim (obecnie obwód samarski). Od czerwca 1935 zastępca szefa Wydziału Ekonomicznego UGB NKWD ZSRR w obwodzie moskiewskim, od listopada 1936 zastępca szefa, a od września 1937 szef Wydziału 3 (Kontrwywiadowczego) UGB NKWD obwodu moskiewskiego. 26 grudnia 1935 mianowany starszym porucznikiem, a 16 kwietnia 1937 kapitanem bezpieczeństwa państwowego. Od października 1937 szef Zarządu NKWD obwodu smoleńskiego, od 22 maja do 16 grudnia 1938 ludowy komisarz spraw wewnętrznych Białoruskiej SRR. Od 20 maja 1938 major bezpieczeństwa państwowego. Brał udział w przeprowadzaniu masowych represji i fabrykowaniu dowodów w śledztwach, odpowiadał za stosowanie tortur przy przesłuchaniach. Deputowany do Rady Najwyższej ZSRR 1 kadencji. 
16 grudnia 1938 aresztowany, 15 stycznia 1940 skazany na śmierć przez Kolegium Wojskowe Sądu Najwyższego ZSRR i rozstrzelany.

## Odznaczenia
- Order Czerwonej Gwiazdy (11 lipca 1937)
- Medal jubileuszowy „XX lat Robotniczo-Chłopskiej Armii Czerwonej” (22 lutego 1938)
- Odznaka "Honorowy Funkcjonariusz Czeki/OGPU (XV)" (20 grudnia 1932)